# Евтимица Тръпчева
Евтимица Тръпчева е българска просветна деятелка от Южна Македония.

## Биография
Евтимица Тръпчева е родена в град Воден, тогава в Османската империя, днес Едеса в Гърция. В 1909 година завършва Солунската българска девическа гимназия с осемнадесетия ѝ випуск, след което започва да преподава из Македония. В началото на XX век е учителка в Енидже Вардар.